# Erich Ziemer
Erich Ziemer (Berlino, 18 ottobre 1906 – Aragona, ottobre 1937) è stato un politico tedesco, membro del KPD e uno dei responsabili dell'assassinio di Paul Anlauf e Franz Lenck.

## Biografia

### Partito Comunista di Germania
Nell'aprile 1929, Ziemer entrò a far parte dell'apparato di autodifesa del KPD del sottodistretto di Berlino nord (Wedding/Reinickendorf). Qui imparò a usare vari tipi di armi e svolse compiti di guardia e protezione durante le manifestazioni e presso la sede del partito, la Karl-Liebknecht-Haus, e alla fine del 1930 assunse la guida di un gruppo composto da 5 uomini.

### Assassinio di Paul Anlauf e Franz Lenck
A Berlino, in vista del plebiscito sullo scioglimento del Landtag prussiano sostenuto dal KPD, che si doveva tenere il 9 agosto 1931, la situazione politica divenne molto tesa, soprattutto quando un lavoratore venne ucciso a colpi d'arma da fuoco dalla polizia durante l'evacuazione del Rosa-Luxemburg-Platz, nelle vicinanze del quartier generale del partito comunista. In seguito a questo fatto, Hans Kippenberger, un membro del Reichstag, con l'aiuto di Heinz Neumann, parlò con Michael, il capo dell'apparato di autodifesa di Berlino-Wedding Klause, su un piano per uccidere il capitano della polizia della città, Paul Anlauf. A tal fine, Klause trovò due volontari tiratori, Erich Mielke ed Erich Ziemer. La sera del 9 agosto verso le 19:00 gli agenti di polizia Paul Anlauf, Richard Willig e Franz Lenck, che si trovavano lungo la Weydingerstraße, nei pressi del cinema Babylon, vennero seguiti da Ziemer e Mielke che gli spararono alle spalle a una distanza ravvicinata. Anlauf morì immediatamente, Lenck riuscì a trascinarsi fino all'ingresso del cinema e Willig sopravvisse nonostante il colpo allo stomaco.

### Fuga a Mosca

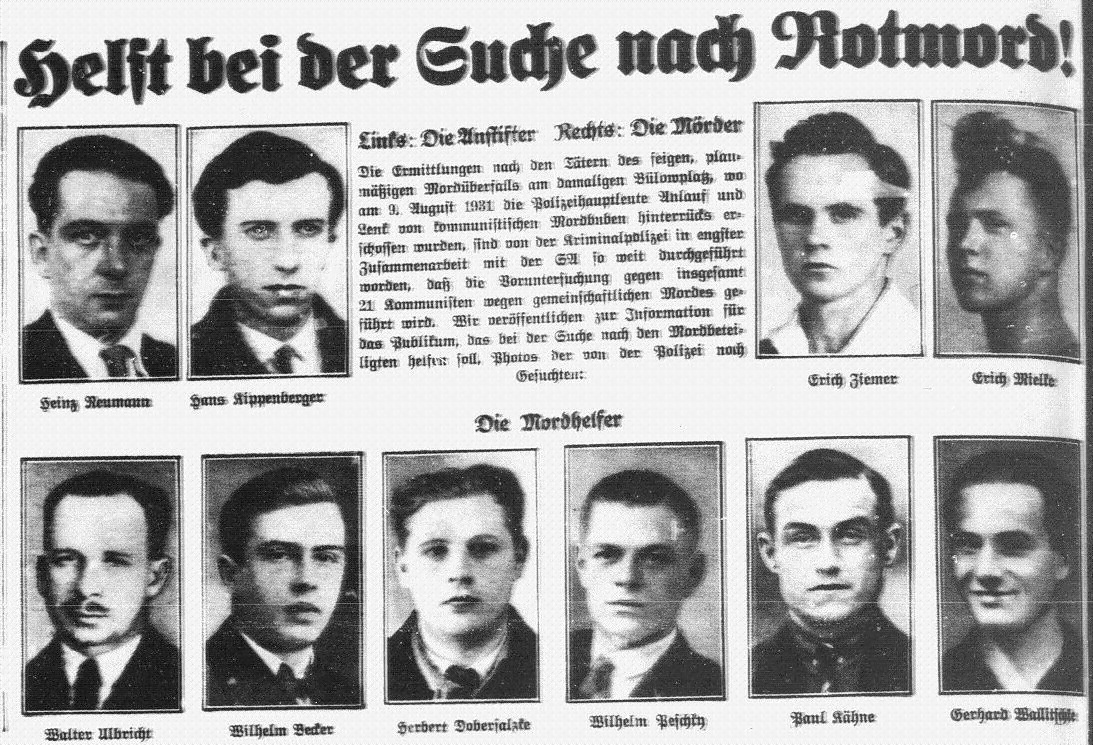
Erich Ziemer (nella riga in alto, il secondo da destra) nel manifesto dei ricercati dalla polizia di Berlino del settembre 1933.

Nell'agosto 1931, Mielke e Ziemer fuggirono via Rostock a Leningrado e infine a Mosca, in Russia, secondo alcuni potrebbero aver ricevuto aiuto per fuggire da Thea Kippenberger, Georg Thiele e Albert Gromulat. A Mosca, i due furono inizialmente ospitati come "presunti contadini" nella casa degli emigrati dell'Assistenza Rossa Internazionale. Ziemer, il cui nome compariva nell'elenco degli emigranti del Politburo del KDP a Mosca, veniva considerato un emigrante politico legittimato dal partito. Come Mielke, dal gennaio al luglio 1932 frequentò un corso presso una Scuola politica militare nei pressi di Mosca, dove venivano insegnate tattiche militari, i vari esplosivi, le varie armi, tecnologia delle comunicazioni, ma anche materialismo dialettico e storico, economia politica e storia del movimento operaio. Ziemer aveva il nome in codice Georg Schmidt.
Sotto il nome di Georg Schlosser, Ziemer frequentò i corsi presso la Scuola Internazionale Lenin nel 1932/33, dove studiò degli scritti di Marx, Engels, Lenin e Stalin e ascoltò diverse conferenze tenute da oratori selezionati. Tra il 1934 e il 1935 Ziemer partecipò con Mielke a un corso del Comintern, e nei due anni successivi entrambi lavorarono alla Scuola Lenin. Nel 1936, Ziemer andò in Spagna sotto il nome in codice di Georg Schlosser per prendere parte alla guerra civile allora in corso, schierandosi dalla parte della Repubblica. Successivamente divenne commissario politico di un reggimento e morì ad Aragona nei pressi dell'Ebro nell'ottobre 1937. Venne nominato postumo "Eroe dell'Unione Sovietica".
Lo storico Götz Aly ha definito Ziemer "una persona profondamente insicura".